# Станіслав Баран
Станіслав Францишек Баран (пол. Stanisław Franciszek Baran; нар. 26 квітня 1920, Ґура-Ропчицька, Польща — пом. 12 травня 1993, Лодзь, Польща) — польський футболіст та тренер, виступав на позиції нападника та флангового захисника, учасник чемпіонату світу 1938 року.

## Кар'єра гравця
Футбольну кар'єру розпочав у «Ресовії». У 1937 році перейшов у столичну «Варшавянку». Вважався одним з найобдарованіших гравців свого покоління, але з початком Другої світової війни припинив свою кар'єру на 5 років. З 1945 по 1946 рік захищав кольори «Балтія» (Гданськ).
У 1946 році перейов до клубу ЛКС (Лодзь), у складі якого 38-річний Баран авоював свій перший та єдиний титул — чемпіонат Польщі 1958 року. По завершенні сезону вирішив завершити кар'єру гравця.

## Кар'єра в збірній
Під час Чемпіонату світу 1986 року був гравцем резерву й не провів жодної хвилини на цьому турнірі. У складі національної збірної Польщі дебютував 27 серпня 1939 року у Варшаві в поєдинку проти Угорщини (4:2). Цей поєдинок став останнім для збірної Польщі до початку Другої світової війни. Останній свій матч у футболці «кадри» провів у Варшаві 4 червня 1950 року проти Угорщини (2:5). Протягом кар'єри в збірній зіграв 9 матчів (572 хвилини).

## Кар'єра тренера
По завершенні кар'єри гравця розпочав тренерську діяльність. З 1961 по 1962 рік працював головним тренером клубу ЛКС (Лодзь). Потім тренував інші клуби з Лодзя — «Вйокнярж» та «Оржел». Окрім цього тренував також «Вйокнярж» (Паб'яніце), «Віслока» (Дембиця), «Радяомяк» (Радом) та «Пилицю» (Томашув-Мазовецький).

## Статистика виступів

### У збірній
| №  | Дата             | Місто     | Суперник       | Результат | Змагання    | Грав   | Примітки |
| -- | ---------------- | --------- | -------------- | --------- | ----------- | ------ | -------- |
| 1. | 27 серпня 1939   | Варшава   | Угорщина       | 4-2       | товариський | з 31'  |          |
| 2. | 11 червня 1947   | Осло      | Норвегія       | 1-3       | товариський | 90'    |          |
| 3. | 19 жовтня 1947   | Белград   | Югославія      | 1-7       | товариський | з 46'  |          |
| 4. | 26 жовтня 1947   | Бухарест  | Румунія        | 0-0       | товариський | з 46'  |          |
| 5. | 4 квітня 1948    | Софія     | Болгарія       | 1-1       | товариський | 90     |          |
| 6. | 30 жовтня 1949   | Вітковіце | Чехословаччина | 0-2       | товариський | з 46'  |          |
| 7. | 6 листопада 1949 | Варшава   | Албанія        | 2-1       | товариський | до 63' |          |
| 8. | 14 травня 1950   | Вроцлав   | Румунія        | 3-3       | товариський | 90'    |          |
| 9. | 4 червня 1950    | Варшава   | Угорщина       | 2-5       | товариський | до 46' |          |

## Досягнення

### Клубні
ЛКС (Лодзь)
- Перша ліга Польщі
  -  Чемпіон (1): 1958
- Кубок Польщі
  - Володар (1): 1957